# Mohammed Larbi Sayeh
 (février 2010).
Si vous disposez d'ouvrages ou d'articles de référence ou si vous connaissez des sites web de qualité traitant du thème abordé ici, merci de compléter l'article en donnant les références utiles à sa vérifiabilité et en les liant à la section « Notes et références ».
As-Shaykh Muhammad al-Arabî Ibn Muhammad Ibn Muhammad Ibn Sâ°ih Ibn Muhammad Ibn Dâwud Ibn Muhammad Ibn 'Abdou al-Qâdir Ibn al-Qutb Muhammad As-Sharqî al-Umarî, couramment appelé Muhammad Ibn Sâ°ih (محمد العربي ابن سائح) est né en 1813 à Meknès. Il se dit descendant d'un compagnon de Mahomet, Omar ibn al-Khattâb.
C'est un théologien asharite, un juriste malékite et un imam tidjane originaire du Maroc.

## Sa vie
Il naquit à Meknès en 1229 H (1813).
Il prit la tariqa Tijaniyya à l'âge de 27 ans et fut l'auteur du célèbre ouvrage de soufisme tidjane intitulé Bughytat Ul Mustafîd, qui est un commentaire du livre en prose intitulé Munyat Ul Murîd d'Ahmad At Tijânî Ibn Bâba Al 'Alawî.
On compte parmi ses disciples quelques érudits comme Muhammad Ibn Yahyâ Ibn Al Âmîn, Abdu Llâh At Tadalî de Rabat et le juge (qadi) de cette même ville, l'imam Ahmad Al Bannânî Al Mâlikî, Ahmad Ibn Mûsâ de Salé, ou encore les célèbres Muhammad Sanhajî et Mulay Kamal Amranî Al Hasanî.

## Sa mort
Il mourut le 29 Rajab de l’année 1309 H (28 février 1892) à vingt-trois heures à environ 80 ans. Il est enterré à Rabat aux côtés de son épouse.
Une zaouïa dite de Sidi Larbi Ibn Sâyih fut édifiée à Rabat, mitoyenne de sa tombe.

## Source
- (fr) Biographie complète du Shaykh Sidi Mohammed Larbi Sayeh